# Ruellia occidentalis
Ruellia occidentalis là một loài thực vật có hoa trong họ Ô rô. Loài này được (A. Gray) Tharp & F.A. Barkley miêu tả khoa học đầu tiên năm 1949.